# Belägringen av Landsberg (1631)
Belägringen av Landsberg var en svensk belägring av Landsberg an der Warthe under trettioåriga kriget.

## Bakgrund
Efter att ha stormat Frankfurt an der Oder marscherade Gustav II Adolf omedelbart med en del av sin här mot Landsbergs södra sida medan Gustaf Horn tog sig mot staden norrifrån. Han planerade på så sätt att säkra sin östra flank. Båda nådde fram till staden den 17 april. Johan Banér beordrades samtidigt att riva bron vid Küstrin och färdigställa en skans där, samt att fortifiera Frankfurt för att skydda mot Tillys armé, vilken befarades intervenera i de svenska operationerna. Den 25 april anlände även Johan Banér med fler soldater från Frankfurt. Samma dag inleddes belägringen, då Gustav II Adolf och Gustaf Horn under tiden slagit broar över floden Warthe.

## Belägringen
Svenskarna riktade först artillerielden mot en skans belägen utanför Landsberg, som sedan stormades. Därefter inleddes belägringsarbetena mot staden medan en vaktavdelning av kroater drevs undan. Under eftermiddagen slogs även ett utfall från staden tillbaka, varefter garnisonen genomförde en stark eldgivning intill kvällen. När svenskarna därefter försökte inleda förhandling anhöll staden om två dagar betänketid, men då Gustav II Adolf nekade detta gav sig staden mot att garnisonen fick avmarschera och lovade att inte strida i åtta månader.